# 埼玉県立上尾特別支援学校
埼玉県立上尾特別支援学校（さいたまけんりつ あげおとくべつしえんがっこう）は、埼玉県上尾市東町三丁目にある公立特別支援学校。

## 概要
- 主として知的障害を持つ児童生徒を入学対象としている。

## 沿革
- 1979年4月1日 - 埼玉県立春日部養護学校上尾分校として開校する。
- 1980年4月1日 - 埼玉県立春日部養護学校から独立し、埼玉県立上尾養護学校となる。同時に高等部が設置される。
- 2009年4月1日 - 埼玉県立上尾特別支援学校と改称する。

## 教育目標
- 自立にむけた確かな力〜わかる・できる・つながる

## 学校行事
- 6月 - 運動会
- 11月 - ゆりの木祭（文化祭）

## 生徒会・部活動など
高等部で活動中

## 学部
- 小学部
- 中学部
- 高等部

## 通学区域
- 上尾市の一部（原市・瓦葺地域を除く）
- 桶川市

## 交通
- JR高崎線上尾駅下車徒歩25分
- 上尾駅から上尾市コミュニティバス原市循環「水上公園入口」下車徒歩5分